# Petras (Vorname)
Petras ist ein litauischer  männlicher Vorname.

## Herkunft
Petras ist eine litauische Variante des Namens Peter.

## Ableitungen
- Petraitis
- Petrauskas
- Petrošius
- Petrulis
- Pitrėnas

## Namensträger
- Petras Auštrevičius (* 1963), Diplomat und Politiker
- Petras Baguška (* 1941), Jurist und Politiker, Justizminister
- Petras Baršauskas (* 1953), Ingenieur, Professor, Rektor
- Petras Bužinskas, Förster und Politiker, Vizeforstminister
- Petras Povilas Čėsna (* 1945), Manager und Politiker
- Petras Cidzikas (1944–2019), Dissident
- Petras Dargis (* 1955), Journalist und Politiker,  Mitglied des Seimas
- Petras Giniotas (* 1952), Politiker, Seimas-Mitglied
- Petras Gražulis (* 1958), Politiker, Seimas-Mitglied
- Petras Griškevičius (1924–1987), sowjetlitauischer Politiker
- Petras Ilgūnas (1919–2016), Agronom, Ehrenbürger von Šiauliai
- Petras Jokubauskas (* 1947), Politiker, Bürgermeister von Tauragė
- Jonas Petras Kenstavičius (1927–2008), Forstwissenschaftler
- Petras Klimas (1891–1969), Jurist und Politiker, Diplomat
- Petras Leonas (1864–1938), Rechtssoziologe, Richter und Politiker
- Petras Kazys Makrickas, Bauingenieur und Politiker, Vizeminister, sowjetlitauischer Verkehrsminister
- Petras Narkevičius (* 1955), Politiker, Vizebürgermeister von Panevėžys
- Petras Nausėda (* 1985), litauischer Eishockeyspieler
- Petras Norkūnas (1912–2016), Chirurg und Professor
- Petras Pavilonis (* 1958), Politiker, Bürgermeister von Marijampolė
- Petras Plumpa (* 1939), Dissident
- Petras Poškus (1935–2004), Politiker, Seimas-Mitglied
- Petras Rimša (1881–1961), Skulptor, Grafiker und Medailleur
- Petras Šakalinis (1948–2007), Gewerkschafter und Politiker, Seimas-Mitglied
- Petras Antanas Šalčius (1943–2023), Politiker, Seimas-Mitglied
- Petras Vaičiūnas (1890–1959), Dichter, Dramatiker und Übersetzer
- Petras Vaitiekūnas (* 1953), Diplomat und Politiker
- Petras Valiūnas (* 1961), Agronom und Politiker
- Petras Vyšniauskas (* 1957), Musiker

Zwischenname:
- Zenonas Petras Adomaitis (1945–2016), Politiker, Seimas-Mitglied
- Romaldas Petras Damušis (* 1950), Jurist und Politiker, Bürgermeister
- Juozas Petras Kazickas (1918–2014), Unternehmer, self-made-Milliardär, Philanthrop und Mäzen
- Vytautas Petras Lubauskas (1939–2018), litauischer Pädagoge, Bildungsmanager, Leiter einer Hochschule in Litauen
- Dainius Petras Paukštė (1953–2020), Politiker, Mitglied des Seimas
- Vytautas Petras Plečkaitis (* 1950), Diplomat und Politiker, Seimas-Mitglied
- Arvydas Petras Žygas (1958–2011), Anthropologe und Professor an der Vytautas-Magnus-Universität Kaunas (VDU)